# 新秀麗

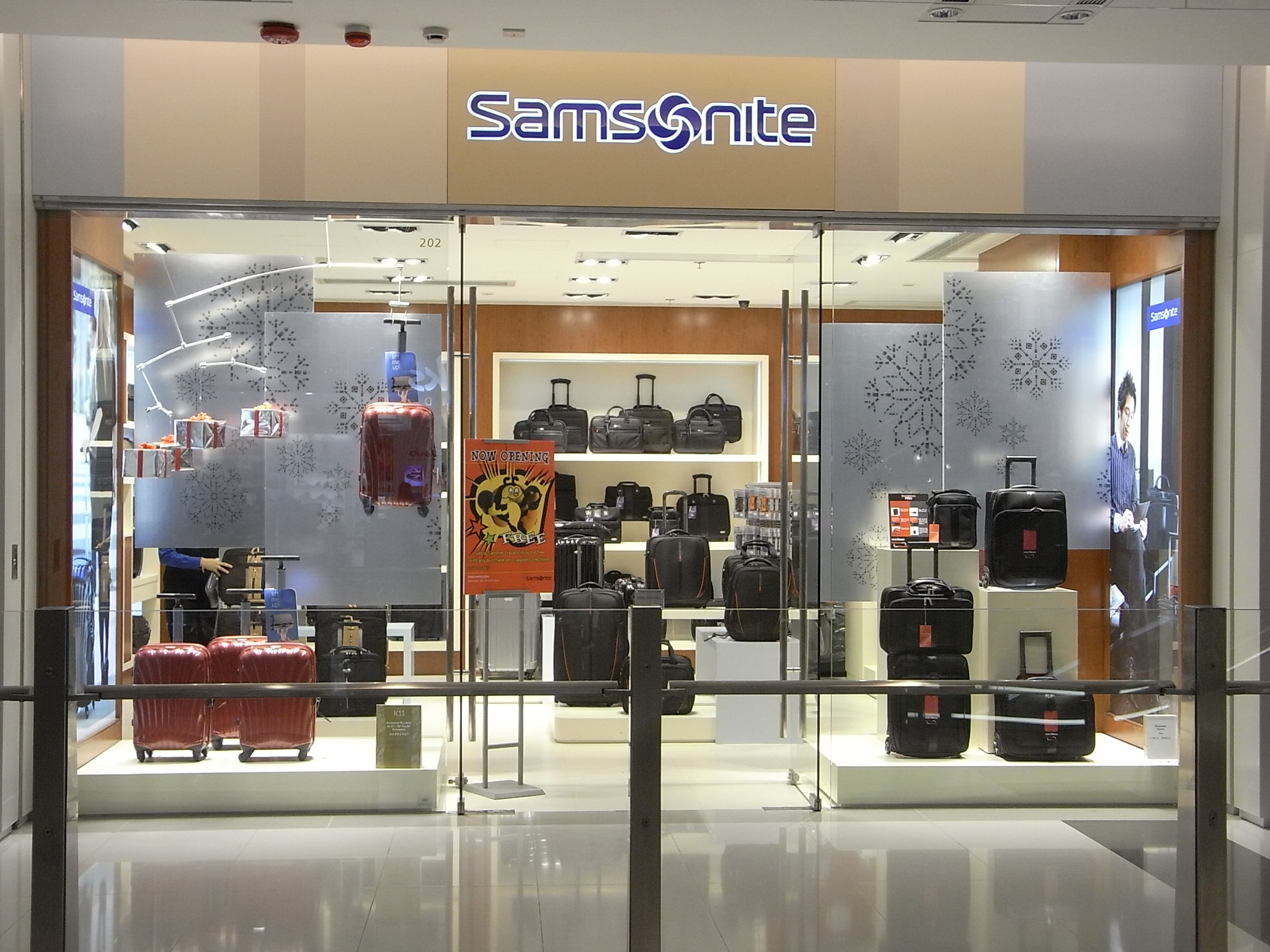
位於香港尖沙咀K11購物藝術館商場內的新秀麗店舖

新秀麗（港交所：1910）是美國一家設計、製造、銷售行李箱、背包等產品的公司，1910年由傑西·施瓦德（Jesse Shwayder）於科羅拉多州丹佛創立，1941年开始使用「Samsonite」品牌，并于1966年将公司改名為「Samsonite」。該公司註冊地位於盧森堡，2011年6月16日於香港交易所上市。

## 概論
該公司的產品線廣泛，包括旅行箱、旅行袋、旅行配件、商務公文包、筆記型電腦包、小型皮具、戶外用品以及兒童產品等。其名稱源自《聖經》的大力士參孫（Samson），以象徵堅固、耐用。

## 發展歷史
1910年由傑西·施瓦德（Jesse Shwayder）於科羅拉多州丹佛創立施瓦德皮箱製造公司（Shwayder Trunk Manufacturing Company），1966年更名為「Samsonite」。有一段時間該公司附屬於新秀麗家具公司（Samsonite Furniture Company），後者位於田納西州默弗里斯伯勒，專門製造疊椅、摺疊桌等家具。1961年皮箱部門的外銷主管阿爾伯特·雷克勒（Albert H. Reckler）向公司建議引進丹麥的樂高玩具產品，於是後者授權允許在北美洲市場製造、銷售其產品。雷克勒和史丹·克雷馬巨（Stan A. Clamage）兩人合作將樂高玩具推向全美市場，雖然1972年新秀麗不得繼續經營美國市場，但加拿大市場的特許銷售仍持續至1986年為止。
1973年施瓦德家族將新秀麗公司出售給比阿特麗斯食品公司，丹佛工廠在極盛時期曾雇用4千位員工，並於1993年收購羅德島州普洛維頓斯的主要對手美國旅行者公司（American Tourister, Inc.）。可惜好景不常，2001年5月丹佛工廠關閉。2005年5月經營權再度易手後，公司總部遷往麻薩諸塞州曼斯菲爾德，2007年7月歐洲第二大私募基金CVC資產夥伴公司（CVC Capital Partners Ltd.）以17億美元收購新秀麗。由於經營不善，2009年9月2日新秀麗的美國零售分公司提出破產保護，並計畫將全美173家店鋪關閉半數以上。
新買家CVC資產夥伴公司陸續透過併購的方式壯大該公司：為了擴充休閒包、戶外運動包等產品線，2012年7月18日新秀麗以1.1億美元收購美國High Sierra，同年8月2日則以3千5百萬美元收購高檔皮箱品牌哈特曼行李。2014年5月30日新秀麗以8千5百萬美元的代價買下手機包製造商Speck，同年6月10日宣佈以2千萬歐元收購法國行李箱品牌Lipault，6月19日發表以8千5百萬美元收購美國登山背包及越野跑步產品公司Gregory。2016年3月3日該公司以每股26.75美元、總共花費18.24億美元（約142.27億港元）收購同業Tumi所有股權。

## 旗下品牌
- 新秀麗（Samsonite）
- Sammies
- American Tourister
- High Sierra
- Hartmann
- Lipault
- Speck
- Gregory
- TUMI

## 其他
發生於1985年6月23日的印度航空182號班機空難事件中，恐怖分子以一只深咖啡色的新秀麗行李箱裝運炸彈，造成印度航空第182號班機從加拿大前往英國途中在愛爾蘭領空爆炸，機上共329名乘客及機組人員全數罹難。

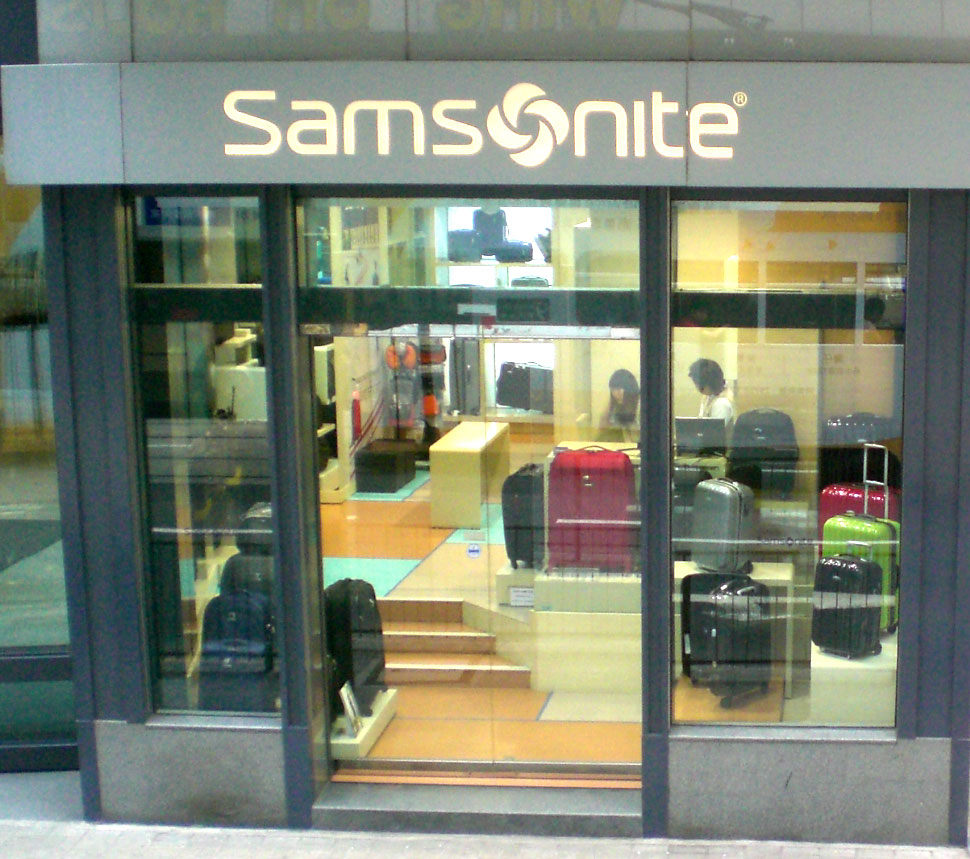

## 外部連結
- （英文）新秀麗官方網站 （页面存档备份，存于）
- Samsonite Taiwan （页面存档备份，存于）
- Samsonite Taiwan的Facebook專頁
- Samsonite Taiwan的Instagram帳戶
- YouTube上的Samsonite Taiwan頻道